# Об'єднана експедиційна база Літл-Крік
Об'єднана експедиційна база Літл-Крік (англ. Joint Expeditionary Base–Little Creek (JEB–LC), також раніше відома як військово-морська експедиційна база Літл-Крік (англ. Naval Amphibious Base Little Creek) — головна операційна база експедиційних сил Атлантичного флоту ВМС США. База складається з чотирьох окремих інсталяцій у трьох штатах, включаючи майже 12 000 акрів (4 900 га) території. Вона складається з території Літл-Крік у Вірджинія-Біч, штат Вірджинія, площею 2120 акрів (860 га) акрів землі. Віддалені об'єкти включають 350 акрів (140 га), розташовані північніше Центру підтримки тренувань Гемптон Роудс у Вірджинія-Біч, і 21 акр (8,5 га), відомий як Радіо-Айленд у Моргед-Сіті, Північна Кароліна, який використовується як зона посадки/висадки підрозділів морської піхоти США на базі морської піхоти Кемп-Леджейн, Північна Кароліна.
Основною функцією військово-морської експедиційної бази є надання необхідних допоміжних послуг понад 15 000 особам персоналу 27 кораблів, що базуються на базі, і 78 постійних і/або відряджених кораблів. Спроможності забезпечити нарощування оперативних, допоміжних і тренувальних елементів на базі для проведення переважно амфібійних (десантних) операцій, робить базу унікальною серед баз американських ВМС і союзників. Морська експедиційна база Літтл-Крік є найбільшою базою такого роду у світі.
1 жовтня 2009 року Літл-Крік і армійська база Форт Сторі армії США завершили дворічну процедуру злиття інсталяцій двох різних видів ЗС в одну спільну базу, офіційно названу Об'єднаною експедиційною базою Літл-Крік-Форт-Сторі.